# Tretja urska dinastija
Tretja urska dinastija ali Ur III, znana kot utemeljiteljica t. i. Novosumerskega cesarstva, je bila sumerska dinastija, ki je v 21. in  20. stoletju pr. n. št. vladala iz Ura, in kratko živeča država, katero zgodovinarji omenjajo kot zametek kasnejšega cesarstva. 
Tretja urska dinastija je bila zadnja sumerska dinastija, ki je vladala v Mezopotamiji. Na oblast je prišla po več stoletjih vladavin akadskih in gutejskih kraljev. Obvladovala je mesta Isin, Larsa in Ešuna in se na severu raztezala vse do Džazire.

## Zgodovina
Tretja dinastija je prišla na oblast po padcu Akadske dinastije. Obdobje med zadnjim močnim akadskim kraljem Šar-Kali-Šarijem in prvim urskim kraljem Ur-Nammujem je slabo dokumentirano, zato ga večina asirologov imenuje »temno obdobje«. Sledilo je obdobje spopadov med najmočnejšimi mestnimi državami. Na seznamu kraljev Šar-Kali-Šariju sledita še dva kralja iz akadske in šest kraljev iz uruške dinastije, vendar za nobenega ni naveden datum vladanja. Njihove zgodovinskosti ne potrjuje noben do sedaj odkrit artefakt, razen enega, ki se nanaša na Šar-Kali-Šarijevega neposrednjega naslednika Duduja Akadskega. Izgleda, da so si oblast prisvojili gutejski vsiljivci z Zagrosa. Njihovi kralji so v Mezopotamiji vladali po nekaterih podatkih 124 let, po drugih pa samo 25. Nepismeni nomadski osvajalci niso ugodno vplivali na kmetijstvo, niso vodili evidenc in so bili kmalu pregnani. Sledilo je obdobje hude lakote in izjemno visokih cen žita, ki je ohromilo celo regijo. Zadnjega kralja Tirigana je pregnal uruški vladar Utu-hengal in začelo se je obdobje tako imenovane sumerske renesanse. 
Utu-hengala je nasledil Ur-Nammu, sprva general, ustanovitelj Tretje urske dinastije. Natančen potek njegovega vzpona na oblast ni jasen. Seznam sumerskih kraljev pravi, da je Utu-hengal vladal sedem let (v drugih prepisih 426 ali 26 let), čeprav se je po njem dokazano imenovalo samo tisto leto, v katerem je prišel na oblast. Vse kaže, da je bila njegova vladavina krajša od navedene.
Mogoče je, da je bil Ur-Nammu prvotno guverner. To podrobnost omenjata steli z njegovim življenjepisom, odkriti v Uru. Nekateri znanstveniki teoretizirajo, da je Ur-Nammu vodil upor proti Utu-hengalu, ga odstavil in nato na silo prevzel oblast.
Druga hipoteza trdi, da je bil Ur-Nammu Utu-hengalov bližnji sorodnik, ki je na njegovo prošnjo v njegovem imenu vladal v Uru. Po štirih letih vladanja je Ur-Nammu v bitki zdrobil lagaško vojsko, ubil njihovega kralja in zaslovel kot velik vojskovodja. Izgleda, da je po bitki pridobil naslov kralja Sumerije in Agade.
Četudi podrobnosti o zamenjavi oblasti niso jasne, nekateri zgodovinarji nasprotujejo ideji o Ur-Nammujevem nasilnem prevzemu oblasti, saj sta Ur in Uruk ostali prijateljski mesti in bili dozdevno neprekinjeno tesno povezani. Mezopotamski kralji so se nagibali tudi k javnemu omalovaževanju vseh vladarjev, katere so bili sposobni premagati, česar v Ur-Nammujevem boju proti Utu-hengalu ni moč dokazati. 
Ursko oblast v Novosumerskem cesarstvu so utrdili s slavnim Ur-Nammujevim zakonikom, verjetno prvem po zakoniku Urukagina Lagaškega, objavljenim nekaj stoletij pred tem.
Med Šulgijevim vladanjem je prišlo v kraljestvu do pomembnih sprememb. Kralj je centraliziral oblast, standardiziral upravne postopke in arhiviranje dokumentacije, davčni sistem in državni koledar. Ustanovil je stalno vojsko s sedežev v Uru. Šulgija so že med njegovim vladanjem pobóžili, čeprav je bila takšna čast običajno rezervirana samo za mrtve kralje. 
S padcem Tretje urske dinastije po invaziji Elamitov leta 2004/1940 pr. n. št. je Babilonija prišla pod amoritski vpliv.

### Seznam vladarjev
Asiriologi so za ugotavljanje čim bolj natančnih datumov iz tega obdobja uporabili mnogo zelo zapletenih metod. V datiranju je kljub temu še vedno veliko neskladij. Na splošno so uporabljali ali konvencionalno (srednjo) ali kratko kronologijo. 
| Vladar     | Srednja kronologija (vsi datumi so pr. n. št.) | Kratka kronologija (vsi datumi so pr. n. št.) |
| ---------- | ---------------------------------------------- | --------------------------------------------- |
| Utu-hengal | 2119–2113                                      | 2055–2048                                     |
| Ur-Nammu   | 2112–okoli 2095                                | 2047–2030                                     |
| Šulgi      | 2094–2047                                      | 2029–1982                                     |
| Amar-Sin   | 2046–2038                                      | 1981–1973                                     |
| Šu-Sin     | 2037–2029                                      | 1972–1964                                     |
| Ibi-Sin    | 2028–2004                                      | 1963–1940                                     |

## Ur-Nammujev zakonik
Eden od najpomembnejših dosežkov Tretje urske dinastije je bila uvedba enega od najstarejših znanih zakonikov. Zakonik je precej podoben slavnemu Hamurabijevemu zakoniku, zlasti predgovor in zgradba. V Nipurju, Siparju in Uru je obstajalo več kopij zakonika, napisanega v stari babilonščini. Avtorstvo predgovora se pripisuje Ur-Nammuju, čeprav je še vedno sporno. Nekateri znanstveniki ga pripisujejo njegovemu sinu Šulgiju.
Predgovor, pisan v prvi osebi, postavlja kralja za svetilnik pravice v državi in mu daje vlogo, kakršne prejšnji kralji običajno niso imeli. Kralj trdi, da želi pravičnost za vse, tudi za tradicionalno zapostavljene skupine prebivalcev, kakršni so bili vdovci in sirote.
V večini pravnih sporov so razsojali lokalni vladni uradniki (župani). Pritožbe na njihove odločitve so obravnavali in jih morda ovrgli guvernerji provinc. Obravnave sporov, katerih so se lahko udeležile tudi priče, so bile včasih javne in so potekale na primer ne mestnih trgih ali prostorih pred svetišči. Vrhovni sodnik je bil seveda kralj. V tej vlogi se pojavlja v mnogih knjižnih delih, pesnitvah in molitvah.

## Kultura
V kulturni sferi, sodstvu, javni upravi in gospodarstvu je prevladovala sumerščina, povsod drugod pa akadščina. Skoraj vsa mesta, ki so nastala v tem obdobju, so imela akadska imena. Kultura se je kazala tudi v več različnih oblikah umetnosti.

## Proizvodnja in trgovina
Urski kralji so nadzirali številne za državo pomembne projekte, vključno z namakalnimi sistemi in centraliziranim kmetijstvom. Večina prebivalstva je bila zaposlena v kmetijstvu, zlasti pri vzdrževanju namakalnih sistemov, setvi in spravilu pridelkov.
Poleg kmetijstva je bila pomembna predvsem tekstilna industrija, ki je bila pod državnim nadzorom. V proizvodnji volnenih tkanin in oblačil je bilo zaposlenih mnogo moških, žensk in tudi otrok. Podrobni upravni dokumenti iz tega obdobja kažejo na presenetljivo veliko centralizacijo. Nekateri znanstveniki celo trdijo, da take ravni ni doseglo nobeno drugo obdobje v mezopotamski zgodovini.

## Politična organizacija
Država je bila razdeljena na province, ki so jih upravljali guvernerji – ensiji. V nekaterih bolj nemirnih regijah je bila oblast in uprava prepuščena vojaškim poveljnikom.
Vsaka provinca je imela središče, kjer so se zbirali davki (bala), ki so v celoti pripadali državi. Plačevali so se lahko v različnih oblikah: s pridelki, živino ali zemljišči. Vlada je nato iz tega središča delila dobrine, vključno z obroki hrane pomoči potrebnim, in financirala svetišča.

## Družbena ureditev
Družbena ureditev je področje, za katero imajo znanstveniki veliko različnih mnenj. Dolgo časa se je domnevalo, da je bil navaden delavec tako rekoč suženj, nove analize in dokumenti pa razkrivajo morebitno drugačno sliko. Delavce se lahko razdeli v več skupin. Zdi se, da so nekatere skupine resnično delale pod prisilo. Drugi so delali za ohranitev premoženja ali zato, da bi od države dobili hrano. Tretji so bili svobodni možje in žene, ki so bili družbeno mobilni in so tudi s celimi družinami po državi iskali delo. Slednji so lahko imeli zasebno lastnino in napredovali na višje položaje. Takšna slika je precej drugačna od prejšnjega prepričanja, da se prebivalci niso mogli premakniti iz družbene skupine, v kateri so bili rojeni.
Ključna skupina državnih delavcev so bili sužnji. Ena od znanstvenih ocen trdi, da 2/5 sužnjev ni bilo rojenih v suženjstvu, ampak so bili svobodnjaki, ki so jih družine zaradi nakopičenih dolgov ali drugih razlogov prodale v suženjstvo. Presenetljiva značilnost tega obdobja je, da so sužnji lahko imeli zasebno lastnino, s katero so si lahko kupili svobodo. Obširni dokumenti podrobno opisujejo pogodbe med sužnji in njihovimi lastniki za njihovo osvoboditev.

## Književnost
V obdobju Tretje urske dinastije je bogato cvetela književnost v sumerskem jeziku. Izraz »sumerski preporod« za opis tega obdobja je lahko zavajajoč, ker ni nobenega arheološkega dokaza o predhodnem obdobju upadanja. Sumerščina je dobila drugačno vlogo. Kot pogovorni jezik se je začela uporabljati semitska akadščina, sumerščina pa je še naprej prevladovala v književnosti in državni upravi. Vladni uradniki so se učili pisati v posebnih šolah, v katerih se je uporabljala izključno sumerska literatura.
Nekateri znanstveniki so prepričani, da je bil uruški Ep o Gilgamešu napisan v tem obdobju v klasični sumerski obliki. Urski vladarji so poskušali vzpostaviti vezi s prvimi uruškimi vladarji s trditvijo, da so njihovi daljni sorodniki. Pogosto so trdili, da sta Gilgameševa starša Ninsun in Lugalbanda tudi njihova, verjetno zato, da bi vzbudili primerjavo z epskim junakom.
Drugo besedilo iz tega obdobja, znano kot Ur-Nammujeva smrt, vsebuje prizore iz podzemlja, v katerih Ur-Nammu zasipa »svojega brata Gilgameša« z darili.